# Straßenbahn Tacoma
Die Straßenbahn Tacoma verkehrt in der Großstadt Tacoma in der Metropolregion Seattle am Puget Sound im Bundesstaat Washington der Vereinigten Staaten.
Sie ist als einzige Straßenbahnlinie ein Teil des regionalen Light-Rail-Transit-Netzes Link Light Rail von Sound Transit. Die Straßenbahn Tacoma wurde als Tacoma Link im Jahr 2003 eröffnet und trägt seit 2022 die Bezeichnung Link T Line.
Bei ihrer Eröffnung war sie die erste moderne Straßenbahn in Washington und zählte mit einer Streckenlänge von 2,6 Kilometern zu den kleinsten Netzen der Welt. Seit Eröffnung einer Streckenverlängerung in den Stadtteil Hilltop im Jahr 2023 werden 6,4 Kilometer befahren.

## Geschichte
Die Straßenbahn wurde am 22. August 2003 eröffnet und als „Tacoma Link“ beworben. Die einzige Linie bekam im Jahr 2019 die Kennfarbe Orange und hieß vorübergehend „Orange Line“, seit 2022 „T Line“.

### Ursprüngliche Strecke
Der 2003 eröffnete Streckenabschnitt beginnt am Hauptbahnhof Tacoma Dome, wo Fernzüge von Amtrak auf den Linien „Cascades“ und „Coast Starlight“ sowie Pendlerzüge des Sounder Commuter Rail auf der „S Line“ zu erreichen sind. Er liegt an der Mehrzweckhalle Tacoma Dome. Die Strecke führt weiter zur alten Union Station, einem historischen, von den Architekten Reed and Stem entworfenen Bahnhofsgebäude im Beaux-Arts-Stil mit einer markanten Kuppel, das für das Bundesbezirksgericht (United States District Court) des United States District Court for the Western District of Washington genutzt wird. Dort ist auch der Campus der University of Washington Tacoma zu erreichen. Der weitere Verlauf führt durch Downtown Tacoma, wo Museen, das Kongresszentrum Greater Tacoma Convention & Trade Center und ein Busbahnhof zu erreichen sind, zum Theater District.

### Hilltop-Erweiterung
Eine Verlängerung um 2,4 Meilen (ungefähr 3,9 km) wurde von 2018 bis 2023 gebaut. Die Strecke führt von der bisherigen nördlichen Endstation Theater District Richtung Norden bis zum Stadium District und daraufhin in südwestlicher Richtung über Hilltop zur Endstation St. Joseph am gleichnamigen Krankenhaus. Es wurden sechs neue Haltestellen gebaut.
Die ursprüngliche Haltestelle Commerce Street/South 11th Street wurde nach der 2022 erfolgten Schließung der Haltestelle Theater District/South 9th Street mit Eröffnung der Hilltop-Erweiterung in Theater District umbenannt. Als Ersatz für Theater District/South 9th Street entstand in veränderter Lage eine siebte neue Station, Old City Hall.
Die Bauarbeiten begannen im November 2018. Die Eröffnung der neuen Strecke war zunächst für 2022, dann Anfang 2023 geplant. Sie verzögerte sich, nachdem Baumängel anhand von Kriechströmen sowie fehlender Profilfreiheit festgestellt wurden. Die Eröffnung fand am 16. September 2023 statt.

## Betrieb

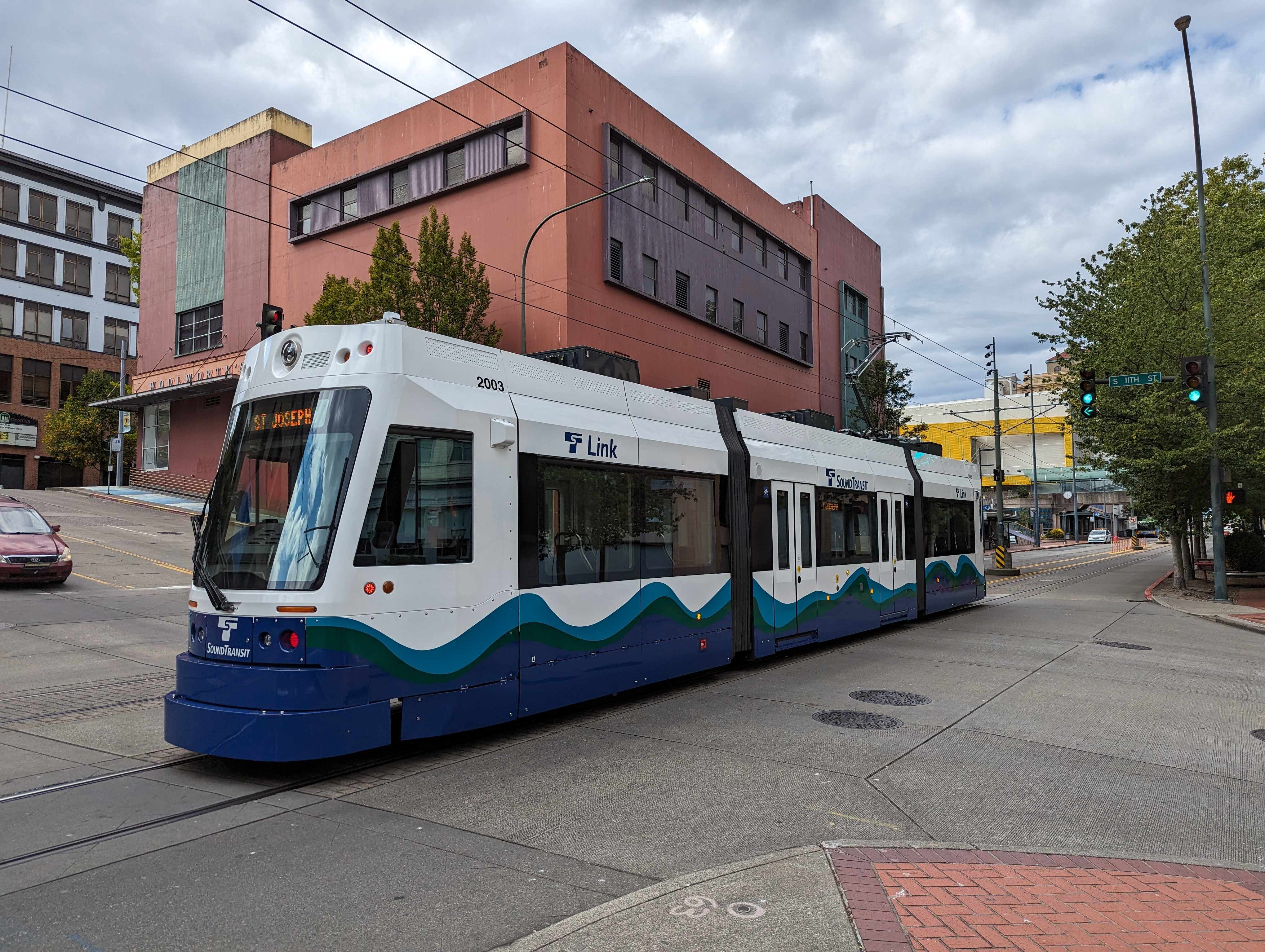
Probefahrt eines Liberty NXT auf Hilltop-Erweiterung im August 2023

Die „T Line“ bedient seit September 2023 zwölf Haltestellen.
Seit 16. September 2023 ist ein Fahrpreis von 2 US-Dollar, ermäßigt 1 Dollar zu entrichten. Die Benutzung der Linie war von der Eröffnung des ersten Strecke 2003 bis zur Eröffnung der Hilltop-Erweiterung kostenlos.
Der Betrieb findet werktäglich von 5 Uhr bis 22 Uhr, von 7.20 Uhr bis 22 Uhr an Sonnabenden und 10 bis 18 Uhr an Sonntagen statt. In der Hauptverkehrszeit an allen Tagen außer Sonntags gibt es von 6 bis 20 Uhr einen 12-Minuten-Takt, außerhalb einen 20-Minuten-Takt.
Als Fahrzeuge kommen seit der Eröffnung 2003 drei Triebwagen vom Typ 10T des tschechischen Herstellers Škoda und seit der Streckenverlängerung 2023 fünf vom Typ Liberty NXT des amerikanischen Herstellers Brookville zum Einsatz.

## Zukunft
Es gibt mehrere Projekte, die 2003 eröffnete und 2023 verlängerte Strecke weiter auszubauen.

### North End-Erweiterung
Die TCC Tacoma Link Extension soll von St. Joseph entlang der South 19th Street zum Tacoma Community College (TCC) gebaut werden. Man rechnet mit großen Fahrgastzahlen, da das TCC ein großer Umsteigeplatz ist. Die vorgelegten Planungen sehen eine 5,6 km lange Strecke mit sechs Stationen vor. Neben der Verlängerung soll ein Teilstück am Bahnhof dann zweigleisig ausgebaut werden, um die Taktzeiten auf 6 Minuten verkürzen zu können.
Die öffentliche Finanzierung der Strecke wurde 2016 als Teil der bis 2041 umzusetzenden Ausbaustufe „Sound Transit 3“ bestätigt. Für die Baukosten wurden 478 Millionen Dollar veranschlagt. Falls aufgetretene Kostensteigerungen gedeckt werden, könnte die Strecke im Jahr 2039 eröffnet werden.

### Verbindung mit der Stadtbahn Seattle
Die durch Volksabstimmung im Jahr 2016 als Teil der Ausbaustufe „Sound Transit 3“ beschlossene und finanzierte Neubaustrecke Tacoma Dome Link Extension der Stadtbahn Seattle soll im Jahr 2035 in Betrieb gehen. Realisiert soll die Verbindung in zwei Bauabschnitten, zusammen mit der Federal Way link extension entstehen 24 km Strecke entlang der Interstate 5 mit sechs Stationen. Diese Verlängerung der Stadtbahn Seattle wird kreuzungsfrei sowie abschnittsweise in Hochlage gebaut und am Bahnhof Tacoma Dome den Umstieg zwischen Stadtbahn, Straßenbahn, der Sounder Commuter Rail und Bussen ermöglichen.
Die 2008 beschlossene Ausbaustufe „Sound Transit 2“ hatte im Gegensatz dazu eine Verlängerung der Straßenbahn Tacoma vorgesehen. Sie sollte über Tacoma Dome hinaus ostwärts entlang des ehemaligen Highway 99 durch Fife, Federal Way und SeaTac zur S 200th St Station nahe dem Seattle-Tacoma International Airport verlängert werden, um eine umsteigefreie Fahrt von Tacoma nach Downtown Seattle und allen Stationen der Linie 1 der Link Light Rail zu ermöglichen.

### Tacoma Streetcar
Eine Bürgerinitiative, Tacoma Streetcar, fordert die komplette Wiedereinführung der 1938 eingestellten Straßenbahn von Tacoma.